# スローターハウス・ルールズ
『スローターハウス・ルールズ』（Slaughterhouse Rulez）は2018年のイギリスの青春ホラーコメディ映画。監督はクリスピアン・ミルズ、出演はエイサ・バターフィールドとフィン・コールなど。名門寄宿学校を舞台に、学校の敷地内のガス採掘所から現れた怪物たちに襲われた生徒たちのサバイバルを描いている。
日本国内で劇場公開されなかったが、2020年8月5日にデジタル配信された。

## ストーリー
母親の勧めもあって、ドナルド・ウォレスは名門寄宿舎学校、スローターハウスに入学することになった。しかし、同校には厳格なスクールカーストが存在しており、ドナルドはその最下層に位置付けられてしまった。そのため、ドナルドの学校生活は鬱々としたものになりがちだったが、ルームメイトのウィロビーとの仲は良好で、上級生のクレムジーに一目惚れするなど、楽しみが全くないというわけでもなかった。
そんなある日、学校の敷地でシェールガスの採掘作業が始まった。校長のバットは「金のなる木を見つけた」と大はしゃぎしたが、採掘の過程で、地下に眠っていた怪物を呼び覚ましてしまった。大人たちが為す術もなく怪物に殺されていく中、ドナルドたちは生き残りを賭けた戦いに身を投じた。

## キャスト
※括弧内は日本語吹替声優。
- エイサ・バターフィールド - ウィロビー・ブレイク（梶裕貴）
- フィン・コール（英語版） - ドン・ウォレス（杉山紀彰）
- ハーマオイニー・コフィールド（英語版） - クレムジー・ローレンス（櫻庭有紗）
- マイケル・シーン - バット（志村知幸）
- ニック・フロスト - ウディ・チャップマン（茶風林）
- サイモン・ペグ - メレディス・ハウスマン（根本泰彦）
- マーゴット・ロビー - オードリー（坂本真綾）
- イザベラ・ラフランド（英語版） - ケイ（夏谷美希）
- トム・リース・ハリーズ（英語版） - クレッグ（奥村翔）
- マックス・ラファエル - ハーグリーヴズ（高坂篤志）
- キット・コナー（英語版） - ウートン（田村睦心）
- ルイ・ストロング - カメラマン（梶川翔平）
- ジョー・ハートリー（英語版） - バブス・ウォレス（森本73子）
- ジェイミー・ブラックリー（英語版） - キャスパール・デ・ブルノース（角田雄二郎）
- ジェーン・スタネス（英語版） - マトロン（ニケライ・ファラナーゼ）
- ジャッサ・アールワリャ（英語版） - ユーリ（古賀薫）
- アレックス・マックイーン（英語版） - ランバート（近藤浩徳）
- チャールズ・フィッツハーバード - トンプキンソン

## 製作
2017年5月16日、サイモン・ペグとニック・フロストが映画製作会社ストールン・ピクチャーを立ち上げ、その第1作として本作の製作に着手していると報じられた。8月7日、エイサ・バターフィールドとフィン・コールの起用が発表された。9日、マイケル・シーンとハーマオイニー・コフィールドがキャスト入りした。本作の主要撮影には6週間が費やされ、スローターハウスでのシーンは監督の母校でもあるストウスクールで撮影された。2018年5月22日、ヨン・エクストランドが本作で使用される楽曲を手掛けるとの報道があった。11月1日、マディソン・ゲート・レコーズが本作のサウンドトラックを発売した。

## 公開・マーケティング
2017年9月20日、ソニー・ピクチャーズ・テレビジョンが本作の全米配給権を獲得したと報じられた。2018年8月9日、本作のオフィシャル・トレイラーが公開された。

## 評価
本作に対する批評家からの評価は伸び悩んでいる。映画批評集積サイトのRotten Tomatoesには33件のレビューがあり、批評家支持率は39%、平均点は10点満点で4.89点となっている。サイト側による批評家の見解の要約は「ホラーとコメディを不格好にブレンドした作品であり、しかも、どちらの要素も満足できる水準には達していない。『スローターハウス・ルールズ』は楽しめるB級映画を目指した作品だが、B級以下の作品に仕上がってしまった。」となっている。また、Metacriticには6件のレビューがあり、39/100となっている。